# The Ministry of Ungentlemanly Warfare
The Ministry of Ungentlemanly Warfare er en amerikansk spion actionkomedie fra 2024 instrueret, skrevet og produceret af Guy Ritchie. De medvirkende tæller Henry Cavill, Eiza González, Alan Ritchson, Henry Golding og Alex Pettyfer. Filmen er baseret på bogen Churchill's Secret Warriors: The Explosive True Story of the Special Forces Desperadoes of WWII fra 2014 af Damien Lewis, og handler om en meget dramatiseret udgave af Operation Postmaster i 1942.
The Ministry of Ungentlemanly Warfare havde premiere 13. april 2024 i New York, og blev udgivet 19. april 2024 i resten af USA.
Den modtog generelt gode anmeldelser, og den indspillede for ca. $25,8 mio. mod et budget på ca. $60 mio.

## Medvirkende
- Henry Cavill som Gus March-Phillipps
- Eiza González som Marjorie Stewart
- Alan Ritchson som Anders Lassen
- Henry Golding som Freddy Alvarez
- Alex Pettyfer som Geoffrey Appleyard
- Hero Fiennes Tiffin som Henry Hayes
- Babs Olusanmokun som Richard Heron
- Cary Elwes so mBrigadier Gubbins 'M'
- Til Schweiger som Heinrich Luhr
- Henry Zaga som Captain Binea
- Rory Kinnear som Winston Churchill
- Danny Sapani som Kambili Kalu
- Freddie Fox som Ian Fleming

## Eksterne Henvisninger
- The Ministry of Ungentlemanly Warfare på Internet Movie Database (engelsk)
- The Ministry of Ungentlemanly Warfare på AlloCiné (fransk)
- The Ministry of Ungentlemanly Warfare på The Movie Database (engelsk)
- The Ministry of Ungentlemanly Warfare på Rotten Tomatoes (engelsk)
- The Ministry of Ungentlemanly Warfare på Metacritic (engelsk)
- The Ministry of Ungentlemanly Warfare på Filmaffinity (engelsk)